# Волос Андрій Олександрович
Андрі́й Олекса́ндрович Во́лос (нар. 13 грудня 1995, м. Луцьк, Волинська область, Україна — 28 червня 2018, смт Південне, Торецька міська рада, Донецька область, Україна) — старший солдат Збройних сил України, учасник російсько-української війни. Герой України (посмертно).

## Біографія
Народився 1995 року в Луцьку. Був єдиним сином у матері. Закінчив Луцьку школу-інтернат.
Під час російської збройної агресії проти України 9 разів намагався потрапити добровольцем на фронт, подавав документи у батальйон «Світязь» МВС, проте йому відмовляли через брак досвіду. 2015-го, у 19 років, вступив на військову службу за контрактом.
Старший солдат, стрілець-помічник гранатометника 1-го відділення 1-го взводу 3-ї роти 1-го механізованого батальйону 24-ї окремої механізованої бригади, в/ч А0998, м. Яворів.
28 червня 2018 року о 8:30 противник відкрив вогонь з мінометів, АГС та великокаліберних кулеметів по смт Південне, на північний схід від окупованої Горлівки. Командир роти Королівської бригади Олег Лотоцький, підрозділ якого боронив цей населений пункт, швидко оцінив ситуацію та організував бій. Під прикриттям вогню впритул до містечка наблизилась диверсійно-розвідувальна група бойовиків. Резервна група 24 ОМБр, під керівництвом молодшого лейтенанта Валерія Шишака вступила у бій, в ході якого командир групи дістав смертельне поранення кулею снайпера. Коли побратими намагались евакуювати пораненого командира взводу, старший солдат Волос прикрив собою командира роти та дістав важке поранення, — куля снайпера пройшла між пластинами бронежилета і влучила у серце. Помер від поранення дорогою до шпиталю.
Після прощання у Луцьку похований 1 липня на сільському кладовищі с. Омельне Ківерцівського району, де мешкає мати.
Залишилися мати, вітчим і вагітна дружина, — одружився у травні 2018 року.

## Нагороди
- Звання Герой України з удостоєнням ордена «Золота Зірка» (27 червня 2019, посмертно) — за особисту мужність і героїзм, виявлені у захисті державного суверенітету та територіальної цілісності України, вірність військовій присязі[7].

## Вшанування
28 червня 2019 року в селі Омельне Ківерцівського району на фасаді школи відкрили меморіальну дошку полеглому на війні земляку.